# Sprachen in den Vereinigten Staaten
In den Vereinigten Staaten werden ungefähr 337 Sprachen von der Bevölkerung gesprochen oder geschrieben, von denen 176 uramerikanischen Ursprungs sind. 52 Sprachen, die früher in den USA gesprochen wurden, sind mittlerweile ausgestorben bzw. werden nicht mehr benutzt.

## Sprachen mit hohem Sprecheranteil
Englisch ist faktisch Nationalsprache. Es wird von 82 % der Bevölkerung als Muttersprache und von fast allen Einwohnern als Verkehrssprache verwendet. Englisch wird in 32 Bundesstaaten offiziell und von den anderen inoffiziell als Amtssprache genutzt und ist in allen Bundesstaaten die wichtigste Sprache. Am 1. März 2025 ist Englisch durch eine Executive Order des Präsidenten zur Amtssprache der Exekutive der Bundesregierung erklärt worden.
Spanisch wird als erste Fremdsprache gelehrt, besonders in Gebieten mit einem hohen lateinamerikanischen Bevölkerungsanteil, wie in Staaten, die an Mexiko grenzen, sowie in Florida und den Städten Chicago und New York City. Jüngere Generationen, die aus keiner Familie mit spanischsprachigem Hintergrund stammen, lernen die Sprache in zunehmend höherer Zahl aufgrund der wachsenden Anzahl der spanischsprachigen Weltbevölkerung. Etwa 16,3 %, über 50 Millionen US-Amerikaner, die Spanisch als Muttersprache oder Zweitsprache sprechen, machen die USA zum Land mit der zweitgrößten Zahl an spanischsprachigen Muttersprachlern weltweit, nach Mexiko und vor Kolumbien, Spanien und Argentinien. In den Südweststaaten ist der Bilinguismus (Zweisprachigkeit) sehr weit verbreitet.
Das Chinesische, vor allem das Kantonesische, bildet die drittgrößte Sprechergemeinschaft der Vereinigten Staaten und ist besonders in Kalifornien vertreten. Während sich Spanisch und Französisch besonders in bestimmten Regionen konzentrieren, ist chinesisch relativ gleichmäßig verteilt, wobei es an der Westküste geringfügig mehr Sprecher hat als anderswo. Auf Platz 4 folgt das Französische mit vielen Sprechern in Maine und Louisiana.
Deutsch, das in North Dakota und South Dakota die am zweithäufigsten gesprochene Sprache ist, belegt den 5. Rang.
Dazu kommt der auf dem Pfälzischen des 19. Jahrhunderts basierende deutsche Dialekt Pennsylvania Deitsch, der hauptsächlich in Pennsylvania von Hutterern, Amischen und anderen konservativen Auswanderergruppen, insgesamt also von mehreren 100.000 Sprechern heute noch gesprochen wird.
Obwohl um 1,6 % der Amerikaner, etwa 4.500.000 Personen, niederländischer Abstammung sind, wird die niederländische Sprache nur von ungefähr 150.000 Menschen gesprochen; die meisten von ihnen sind Immigranten aus den 1950er und 1960er Jahren und ihre direkten Nachkommen. Des Weiteren bilden seit dem frühen 20. Jahrhundert Immigranten italienischen, polnischen und griechischen Ursprungs weitere erwähnenswerte Sprachgemeinschaften.
Seit den 1970er Jahren immigrierten viele Menschen aus der Sowjetunion und brachten oftmals das Russische mit.
Tagalog, Vietnamesisch und Hawaiisch haben ebenfalls eine nennenswerte Sprecherzahl über der Millionengrenze. Jiddisch wird von ca. 137.000 Menschen vor allem im Staat New York gesprochen.

## Amtssprachen
In den Vereinigten Staaten als Gesamtes und dem Bundesdistrikt District of Columbia gab es lange keine Amtssprache. Erst am 1. März 2025 wurde Englisch in einer Executive Order des Präsidenten zur offiziellen Amtssprache der Exekutive der Bundesregierung. Die Executive Order betrifft weder den Kongress noch die Gerichtshöfe des Landes.

### Bundesstaaten
Darüber hinaus ist Englisch in 31 Bundesstaaten Amtssprache:
- Alabama
- Alaska
- Arizona
- Arkansas
- Colorado
- Florida
- Georgia
- Hawaii
- Idaho
- Illinois
- Indiana
- Iowa
- Kalifornien
- Kansas
- Kentucky
- Massachusetts
- Mississippi
- Missouri
- Montana
- Nebraska
- New Hampshire
- North Carolina
- North Dakota
- Oklahoma
- South Carolina
- South Dakota
- Tennessee
- Utah
- Virginia
- West Virginia
- Wyoming

In folgenden Staaten gibt es noch weitere Amtssprachen:
- Alaska: 20 indigene amerikanische Sprachen
- Hawaii: Hawaiisch
- South Dakota: Sioux

Die übrigen Staaten haben keine allgemeine Amtssprache definiert.
In zahlreichen Staaten werden je nach regionalen Gegebenheiten und gesetzlichen Vorgaben auch bestimmte Dokumente in anderen Sprachen als Englisch verfasst. Uramerikanische Sprachen sind in vielen Indianerreservaten Amtssprachen.

### Außengebiete
In den Außengebieten gelten folgende Amtssprachen:
- Amerikanisch-Samoa: Samoanisch und Englisch
- Amerikanische Jungferninseln: Englisch
- Guam: Englisch und Chamorro
- Nördliche Marianen: Englisch, Chamorro und Karolinisch
- Puerto Rico: Spanisch und Englisch

## Vorkoloniale Sprachen

### Uramerikanische Sprachen
Die indigenen amerikanischen Sprachen waren vor der europäischen Kolonisation in der Neuen Welt weit verbreitet und werden heute noch in Indianerreservaten gesprochen. Die meisten dieser Sprachen sind vom Aussterben bedrohte Sprachen, obwohl es Programme zu ihrem Erhalt gibt. Gewöhnlich misst man die Dringlichkeit an der Sprecherzahl – je kleiner diese ist, desto gefährdeter die Sprache. Es gibt aber auch sehr kleine Sprachgemeinschaften im Südwesten der Staaten (Arizona und New Mexico), die immer noch erhalten sind.
Die Vereinigten Staaten bzw. Nordamerika als Ganzes ist eines der linguistisch vielfältigsten Gebiete der Welt.
Aus der Volkszählung von 2000 ergab sich die Navajo (Sprache) als die am weitesten verbreitete, sowie:

#### Navajo
178.000 Sprecher.
Navajo ist eine athapaskische Sprache der Na-Dené-Familie. Es wurde mitsamt der nahe verwandten Apache-Sprache einige Jahrhunderte vor der Ankunft der Spanier im Südwesten der Staaten verbreitet.

#### Dakota
18.000 Sprecher (22.000 Sprecher mit den in Kanada wohnhaften).
Dakota gehört zu den Sioux-Sprachen.

#### Yupik
16.000 Sprecher in Alaska.
Yupik gehört zu den eskimo-aleutischen Sprachen.

#### Cherokee
16.000 Sprecher.
Cherokee gehört zu den irokesischen Sprachen und hat trotz seiner hohen Stammesmitgliederzahl, die die höchste in den Staaten ist, eine eher bescheidene Sprecherzahl, da viele Stammesanhänger nicht Cherokee sprechen. Erhaltungsprogramme in Oklahoma und North Carolina werden erfolgreich durchgeführt.

#### Apache
12.500 Sprecher.
Apache ist eine athapaskische Sprache der Na-Dené-Familie und nahe verwandt mit der Navajo-Sprache.

#### Pima
12.000 Sprecher.
Pima gehört zu den uto-aztekischen Sprachen, wie auch Aztekisch, Hopi, Comanche und Huichol.

#### Choctaw
11.000 Sprecher.
Choctaw gehört zu den Muskogee-Sprachen, wie auch Seminole und Alabama.

#### Keres
11.000 Sprecher.
Keres ist eine isolierte Sprache, deren Mitglieder die größte Pueblo-Nation bilden. Acoma, eine Pueblo-Nation der Keres, ist die älteste noch bestehende Gemeinschaft der Vereinigten Staaten.

#### Zuñi
10.000 Sprecher.
Zuñi ist eine isolierte Sprache, die vorwiegend in Zuni, dem größten Pueblo der USA, gesprochen wird.

#### Anishinabe
7000 Sprecher (55.000 Sprecher mit den in Kanada wohnhaften).
Anishinabe gehört zu den algischen Sprachen, wie auch Cree in Kanada.

#### Weitere Sprachen
Nordamerikanische Sprachen im Norden Mexikos, in Kanada und den USA.

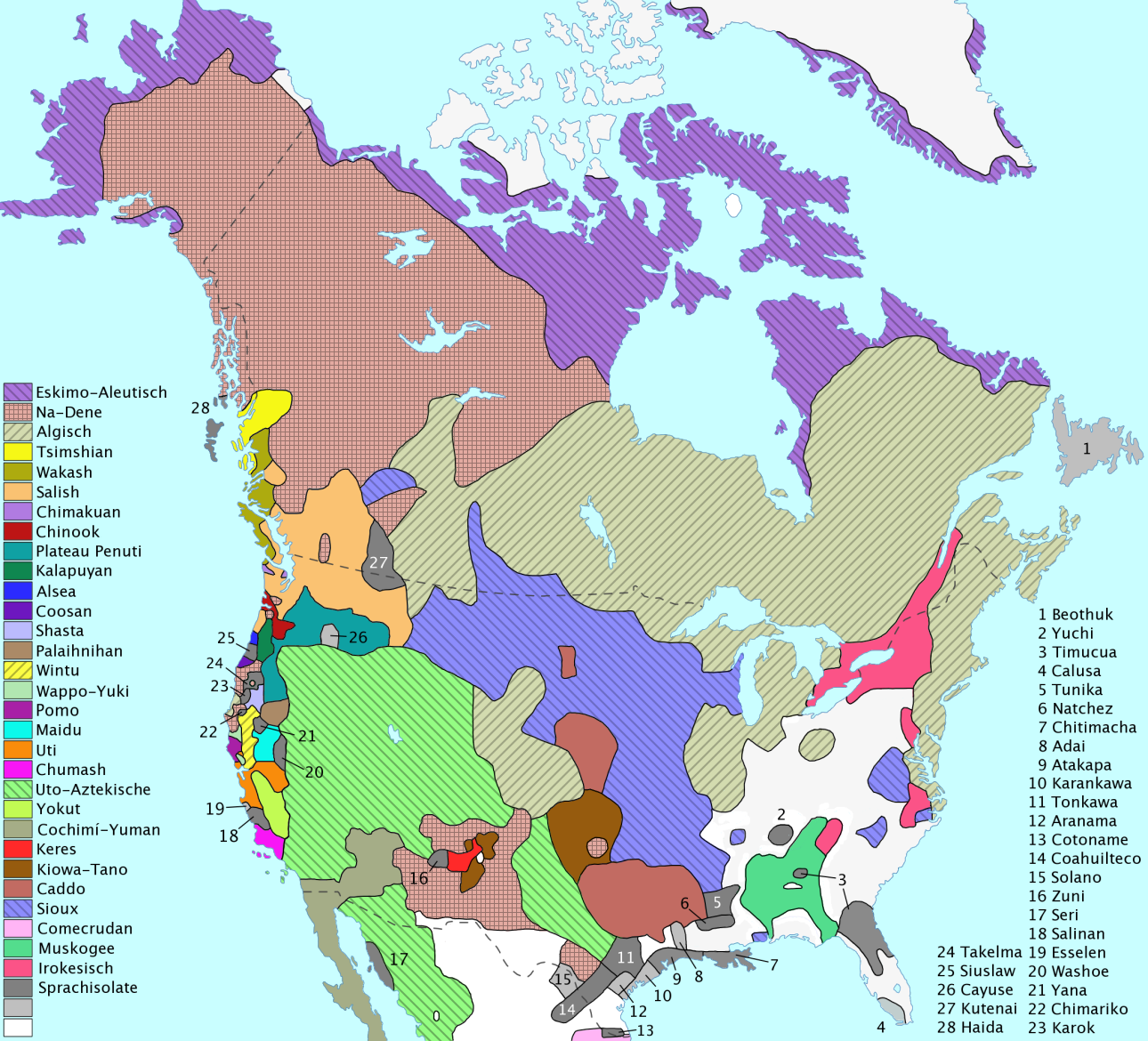
Verbreitung der nordamerikanischen Sprachen

Innerhalb der Grenzen der Vereinigten Staaten werden auch viele weitere Sprachen gesprochen. Die folgende Liste stellt die 28 Sprachfamilien der Indigenen Sprachen Amerikas auf dem kontinentalen Teil der Vereinigten Staaten. Da die Verwandtschaften und Ordnungen in diesen Sprachbereichen noch relativ unerforscht sind, wird diese Liste wohl noch einigen Veränderungen unterzogen werden müssen (Siehe dazu: Indigene amerikanische Sprachen).
| - Algisch - Alsea - Caddo - Chimakuan - Chinook - Chumash - Cochimí-Yuma - Comecrudan | - Coos - Eskimo-Aleutische - Irokesisch - Kalapuya - Keres - Kiowa-Tano - Maidu - Muskogee | - Na-Dené - Palaihnihan - Plateau Penuti - Pomo - Salish - Shasta - Sioux - Tsimshian | - Uti - Uto-Aztekische - Wakash - Wintu - Yokut |

Obwohl diese Sprachen in Amerika schon seit ca. 17.000–12.000 Jahren gesprochen werden, ist das Wissen über sie sehr begrenzt. Zweifelsohne gibt es eine Zahl von Sprachen, die wohl benutzt wurden und in Vergessenheit gerieten.

#### Uramerikanische Gebärdensprachen
Ein Handelspidgin (im Englischen bekannt unter der Bezeichnung Plains Indian Sign Language, „Gebärdensprache der Plains-Indianer“) wurde als Gebärdensprache benutzt. Die (gesprochenen) Sprachen der Ureinwohner waren recht unterschiedlich, sodass zur Verständigung ein Universalkommunikationsmittel benötigt wurde. Nach heutiger Erkenntnis geht man davon aus, dass diese Gebärdensprache in Texas entstand und sich durch die Plains bis British Columbia hin ausbreitete. Auch heute gibt es noch Ureinwohner, die sich dieser bedienen, besonders unter den Absarokee, Cheyenne und Arapaho. Im Gegensatz zu anderen von zum Hören fähigen Menschen entwickelten Gebärdensprachen, kennt die ebenenindianische Gebärdensprache stark vereinfachte grammatische Strukturen.

### Austronesische Sprachen

#### Hawaiisch
Hawaiisch ist eine offizielle Staatssprache von Hawaii, die gesetzlich in der Verfassung von Hawaiʻi festgeschrieben ist und ca. 1000 Muttersprachler hat. Einst zählte man sie zu den kritisch bedrohten Sprachen, doch seit einiger Zeit lässt sich eine Wiederbelebung im Rahmen der „Hawaiischen Renaissance“ feststellen.